# Head bobble

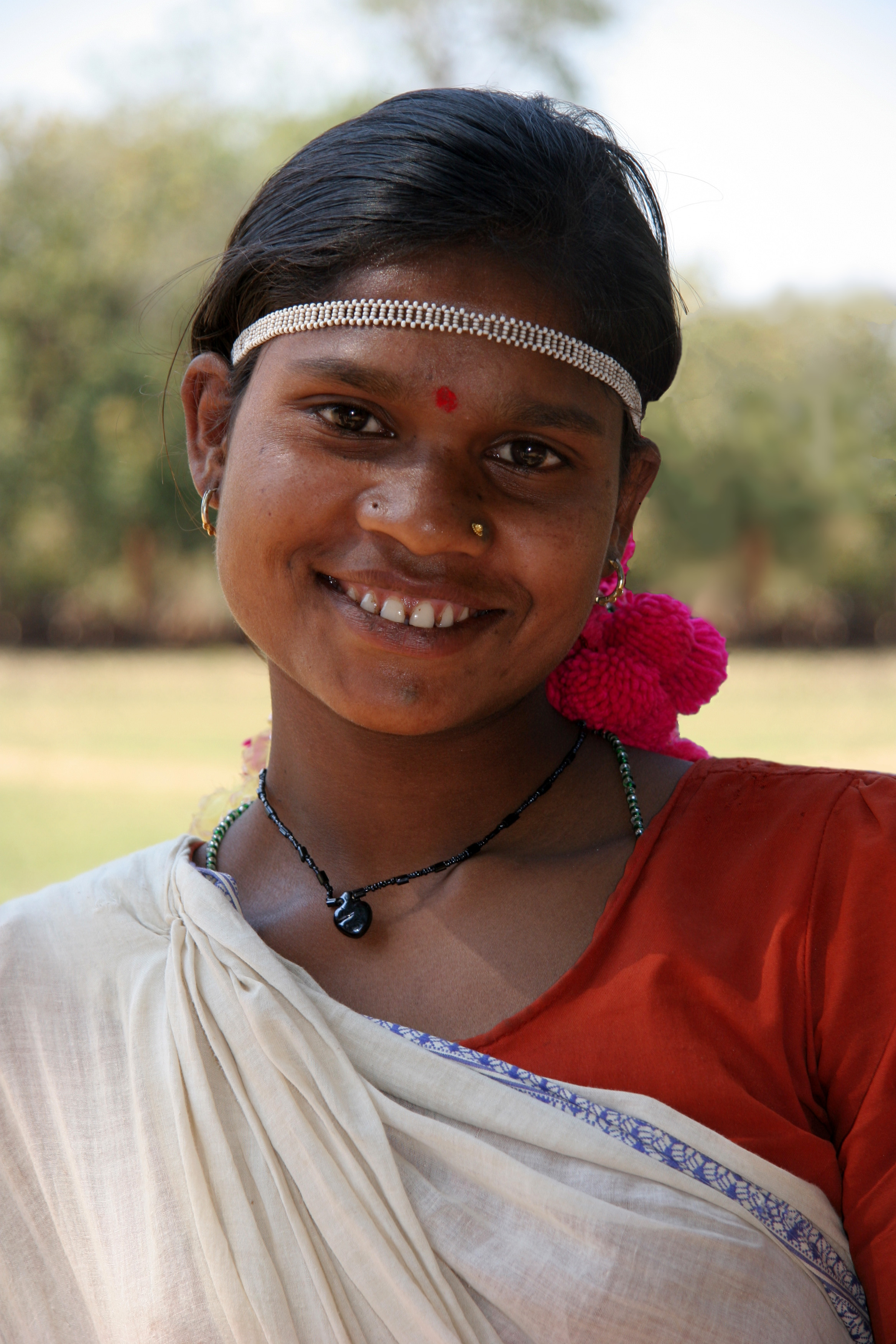
Una ragazza di etnia Muria, in Madhya Pradeśa.

La head bobble o head wobble è un dondolio, un'oscillazione ripetuta della testa che corrisponde a un segno di linguaggio non verbale comune nelle culture dell'Asia meridionale e in particolare in India. Il gesto, che consta di movimenti oscillatori ripetuti della testa, inclinata in archi lungo il piano coronale, assume diversi significati a seconda dal contesto o delle circostanze: sì, bene, forse, intesi o ho capito.

## Significato
In India le oscillazioni della testa possono assumere diversi significati. Nella maggior parte dei casi, un movimento oscillatorio della testa è equivalente a un «sì» assertivo; il gesto può anche comunicare in senso più generale che si è d'accordo con l'interlocutore. Tuttavia, il significato del dondolio della testa dipende molto dal contesto della conversazione o dell'incontro; in alcune circostanzee può servire come forma non verbale di ringraziamento, come introduzione cortese, oppure per dare un riscontro positivo che si è compresa o accettata una frase.
I dondolii possono anche avere un significato volutamente vago, a significare per esempio in modo cortese che s'intende rifiutare qualcosa senza esternare un «no» diretto. Spesso il linguaggio verbale che accompagna il gesto può aiutare a disambiguarne correttamente il significato specifico.

## Diffusione
Benché maggiormente diffuso nell'India meridionale, il gesto è comune in tutta l'India, in Pachistan, Bangladesh e Sri Lanka, costituendo uno dei gesti emblematici delle culture sudasiatiche.